# 李霓
李霓（9世纪—879年），一作李電，沙陀人，李嗣源的父親。
926年，李嗣源登基後，他被尊為皇帝，廟號後唐德祖，諡號孝成皇帝，皇陵稱慶陵。